# Diascia minutiflora
Diascia minutiflora är en flenörtsväxtart som beskrevs av William Philip Hiern. Diascia minutiflora ingår i släktet tvillingsporrar, och familjen flenörtsväxter. Inga underarter finns listade i Catalogue of Life.